# Apisit Sorada
Apisit Sorada (tiếng Thái: อภิสิทธิ์ โสรฎา, sinh ngày 28 tháng 2 năm 1997) là một cầu thủ bóng đá người Thái Lan thi đấu ở vị trí hậu vệ trái cho câu lạc bộ Giải bóng đá Ngoại hạng Thái Lan Ratchaburi.